# Ministério do Interior (Reino Unido)
O Ministério do Interior (em inglês: Home Office) é um departamento ministerial do governo do Reino Unido, responsável pela imigração, segurança, lei e ordem. Estão subordinados a esse ministério a polícia, os serviços de bombeiros e salvamento, vistos e o Serviço de Segurança (MI5). Chefiado pelo Secretário do Interior, o gabinete também é responsável pela política do governo em questões relacionadas à segurança, como drogas, contra-terrorismo e documentos de identidade e já foi anteriormente responsável pelo Serviço Prisional e pelo Serviço Nacional de Liberdade Condicional, mas estes foram transferidos para o Ministério da Justiça.
Suas competências foram substancialmente reduzidas em 2007, quando, após o então Secretário do Interior John Reid ter declarado a pasta "não adequada ao seu propósito", o primeiro-ministro Tony Blair desmembrou o Ministério do Interior, criando o novo Ministério da Justiça.